# Osborn (Mississippi)
Osborn je nezařazené území, které se nachází v okrese Oktibbeha v americkém státě Mississippi. Osborn je přibližně 14 km severovýchodně od města Starkville a přibližně 11 km západně od Tibbee. Mezi známé osobnosti patří například komik Toby Turner nebo zpěvák Tony Hollins.